# اس‌تی‌اس-۱۲۳
اس‌تی‌اس-۱۲۳ (انگلیسی: STS-123) یکی از مأموریت‌های برنامه شاتل‌های فضایی بود که در تاریخ ۱۱ مارس ۲۰۰۸ از پایگاه فضایی کندی به مقصد ایستگاه فضایی بین‌المللی پرتاب شد. این مأموریت توسط شاتل اندور انجام گرفت و بخشی از پروژه مونتاژ ایستگاه فضایی بین‌المللی بود.